# جی‌فورس سری ۴۰
جی‌فورس سری ۴۰ (انگلیسی: GeForce 40 series) مجموعه‌ای از پردازنده‌های گرافیکی است که توسط انویدیا گسترش داده شده و به عنوان جانشین سری قبلی تحت عنوان جی‌فورس سری ۳۰ تلقی می‌گردد. این مجموعه در ۲۰ سپتامبر ۲۰۲۲ و در رویداد انویدیا جی‌تی‌سی معرفی شد. نسخهٔ RTX 4090 در ۱۲ اکتبر ۲۰۲۲ ارائه شد و نسخهٔ ۱۶ گیگابایتی RTX 4080 نیز در ۱۶ نوامبر ۲۰۲۲ به بازار عرضه شد. به دنبال آن، نسخه RTX 4070 در ۱۳ آوریل ۲۰۲۳ و RTX 4060 Ti در ۲۹ ژوئیه ۲۰۲۳ عرضه شدند. در ۸ ژانویه ۲۰۲۴ انویدیا کارت‌های گرافیکی RTX 4070 SUPER, RTX 4070 Ti SUPER and RTX 4080 SUPER را با مشخصات بالاتر و قیمت‌های پائین‌تر از همتایان اصلی خود عرضه کرد در همین راستا تولید برخی از مدل‌هایی مثل RTX 4080 و RTX 4070 Ti توسط انویدیا به دلیل مجموعه SUPER متوقف شده است اما نسخهٔ 4070 همچنان عرضه خواهد شد